# Tịnh Biên
Tịnh Biên is een district in de Vietnamese provincie An Giang, een van de provincies in de Mekong-delta. De hoofdstad van het district is Nhà Bàng.
Volgens een telling in 2003 heeft Tịnh Biên 115.901 inwoners. De oppervlakte van het district bedraagt 337 km². Tịnh Biên ligt tegen de grens met Cambodja, de afstand tussen Tịnh Biên en Phnom Penh bedraagt ongeveer 125 kilometer.
Bekend in Tịnh Biên is de berg Cấm. Boven op deze berg, staat een groot Boeddhabeeld. Kort daarbij staat de Vạn Linhpagode.